# Попівщина (Молодечненський район)
Попівщина (біл. вёска Папоўшчына) — село в складі Молодечненського району Мінської області, Білорусь. Село підпорядковане Олехновицькій сільській раді, розташоване в західній частині області.

## Історія
З 1793 після другого розділу Речі Посполитої Попівщина, як і вся Вілейщина, входила до складу Російської імперії, був утворений Вілейський повіт у складі спочатку Мінської губернії, а з 1843 - Віленської губернії.
У 1921–1945 роках село знаходилось у Польщі, у Вільнюськім воєводстві, Вілейського повіту, у гміні Красне.

## Населення
- 1866 рік — 31 людини, 3 будинків[2]
- 1921 рік — 49 людини, 9 будинків[3]
- 1931 рік — 61 людини, 9 будинків[4].